# Acta de abjuración
El Acta de abjuración del 26 de julio de 1581 es la declaración de independencia formal de las provincias del norte de los Países Bajos de su obediencia al rey Felipe II.

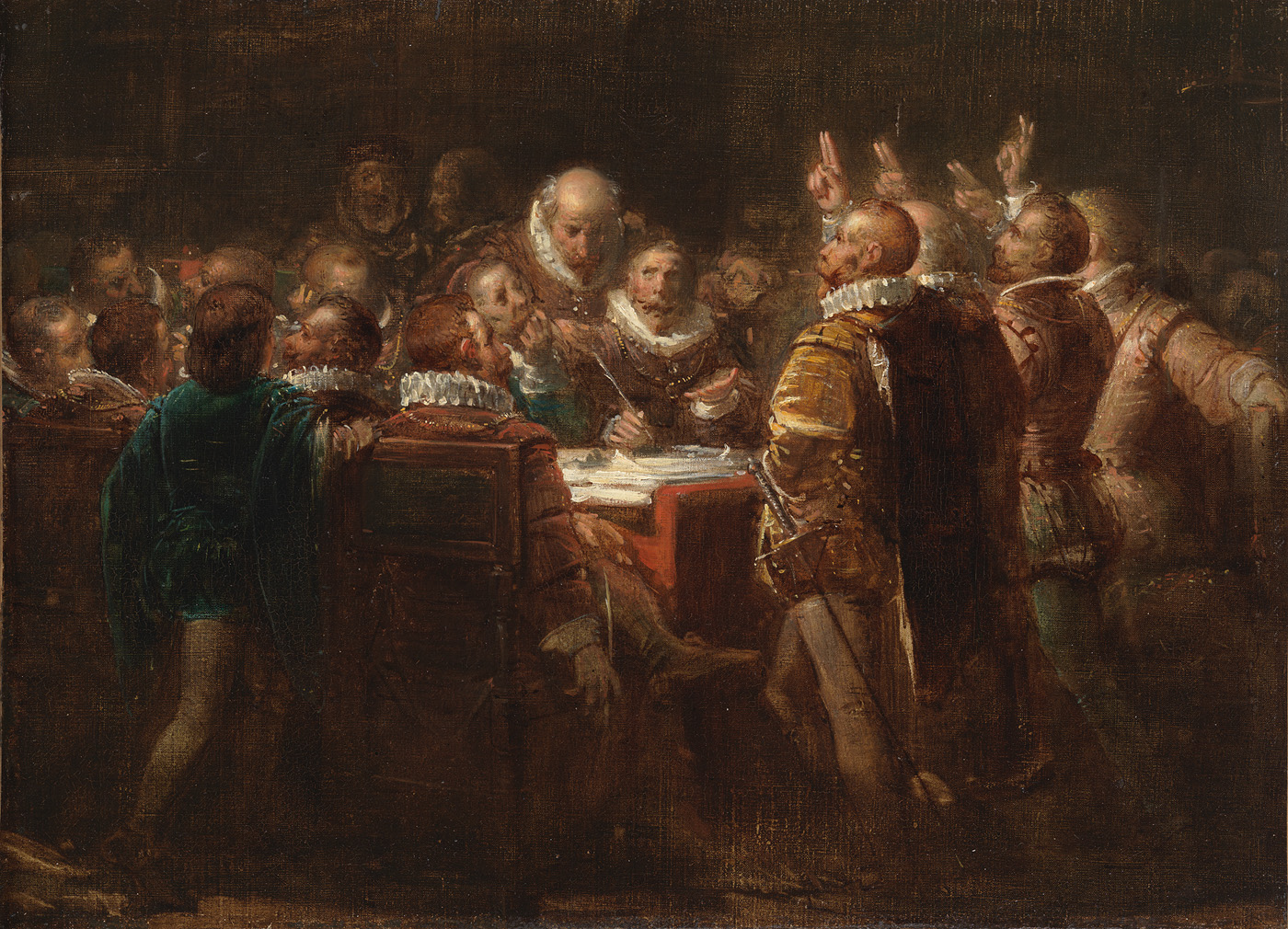
Representación de la firma del acta de Abjuración en una obra del

Tras el estallido de la rebelión de los Países Bajos en 1566 y el inicio de la guerra de los Ochenta Años, el Acta de abjuración representa el punto de no retorno en la rebelión, tras el cual ya no hay acuerdo posible entre los rebeldes holandeses y la Corona española.
El 26 de julio de 1581, las provincias de Brabante, Güeldres, Zutphen, Holanda, Zelanda, Frisia, Malinas y Utrech, anularon en los Estados Generales de los Países Bajos, su vinculación con el rey de España Felipe II, por el Acta de abjuración, y eligieron como "Principe y señor de los Países Bajos" y "defensor" de sus libertades a Francisco de Anjou. La asamblea omitió de manera expresa el título de Rey, y determinó que debía servir a sus súbditos y respetar sus leyes y tradiciones, y en caso contrario, el pueblo tenía derecho a elegir a otro gobernante.

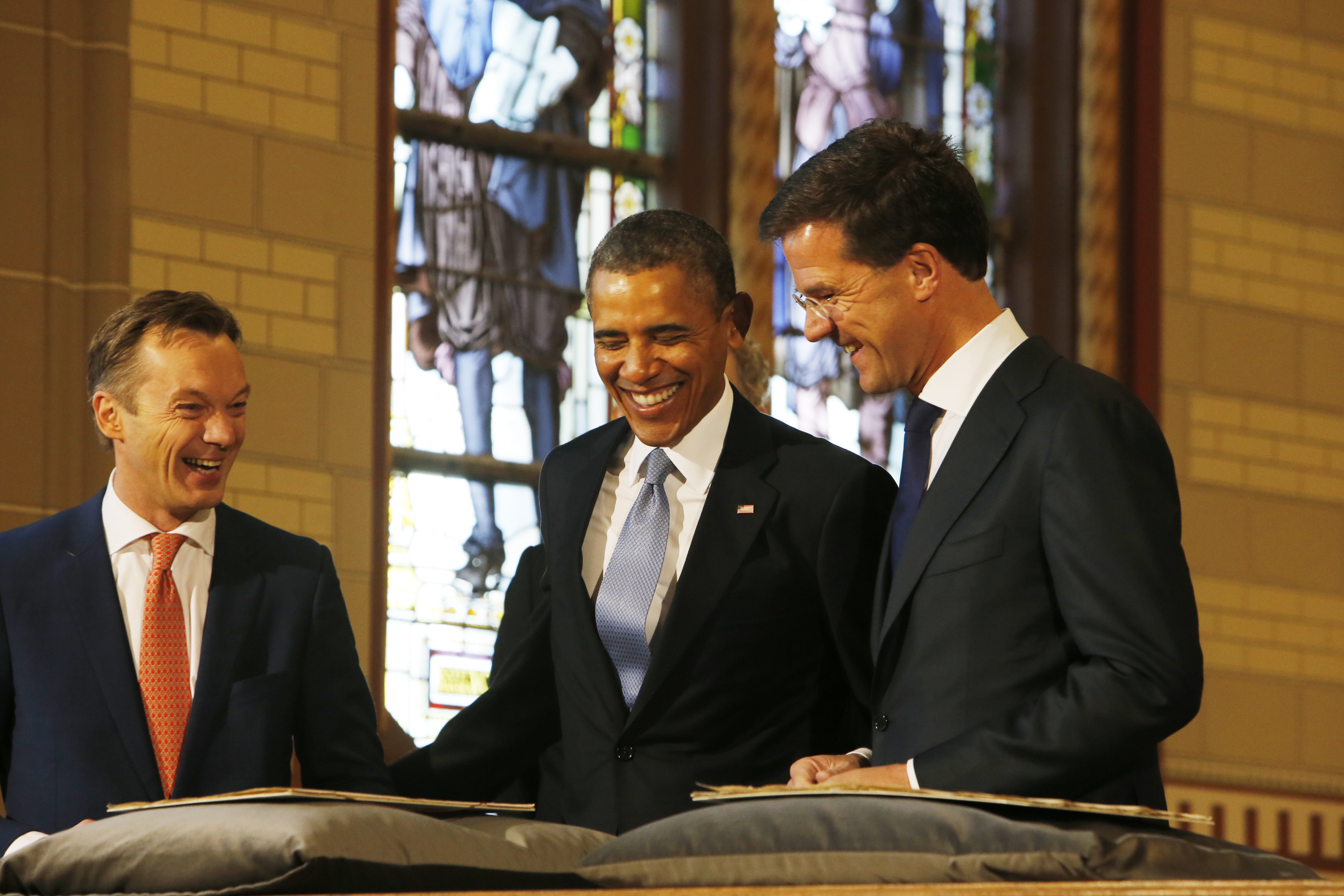
El primer ministro Mark Rutte le muestra el manuscrito original del Acta de Abjuración al presidente de los Estados Unidos Barack Obama durante una visita oficial en 2014.

Pero Felipe II no renunció a esos territorios, y el gobernador de los Países Bajos Alejandro Farnesio, inició la contraofensiva y recuperó a la obediencia del rey de España Felipe II de gran parte del territorio, especialmente tras el fallido ataque a Amberes de Anjou, la batalla de Steenbergen y el asedio de Amberes, aunque parte de ellos se volvieron a perder tras la campaña de Mauricio de Nassau entre 1588 y 1598.